# 司马寔
司马寔（3世纪—303年1月），字景深，西晋齐献王司马攸的庶次子。初为长乐亭侯。太康四年二月己丑（283年4月3日），代替已去世的五弟司马赞出继叔父广汉殇王司马广德，由朝廷告太庙，并改封北海王。
晋惠帝年间，皇叔祖赵王司马伦篡位，司马寔的弟弟齐王司马冏起兵讨伐他，司马伦收捕司马寔及其兄长司马蕤下廷尉狱，将要诛杀他们。太子中庶子祖纳劝谏保全司马蕤、司马寔兄弟。正好司马伦心腹孙秀被司马冏等讨伐而死，司马蕤、司马寔等得以被赦免。
后来司马冏推翻司马伦，以大司马主政。永宁初年，以司马寔为平东将军、假节，加散骑常侍，代司马冏镇许昌。不久进安南将军，都督豫州军事，增邑满二万户。未出发，又留为侍中、上军将军，给千兵百骑。
二年（302年）十二月，司马冏被皇弟长沙王司马乂讨伐败亡，司马寔被废为庶人。司马乂又将司马寔以下二千余人杀死。